# 久野東一
久野 東一（くの とういち、1886年〈明治19年〉12月19日 - 1963年〈昭和38年〉2月3日）は、昭和時代の政治家。山口県小野田市長。

## 経歴
1947年（昭和22年）公選初の小野田市長に就任。就任の年には小野田市農地委員会発足、学校給食を開始した。翌年の1948年（昭和23年）には市自治体警察発足、新制の竜王中学校が開校、小野田、高千帆同農業協同組合設立、小野田公民館の開館など民主化への対応を急いだ。1949年（昭和24年）には第1回成人式を開催、小野田女子高等学校を小野田高等学校に統合した。ほか、労働会館を南中川に建設し、商工会議所会館や庶民住宅の新築および失業対策事業を開始した。
就任最後の年である1950年（昭和25年）には市民病院の開設、船木鉄道の運行開始、国鉄小野田線の電化、市観光協会の発足などに尽くした。この年は若沖炭鉱での海水流入事故やキジア台風による西沖山干拓堤防の決壊など不幸な出来事もあった。同年10月に辞任した。
1963年（昭和38年）2月3日、老衰のため死去した。